# Rich Mullins
Richard Wayne Mullins (Richmond (Indiana), 21 oktober, 1955 - 19 september, 1997) was een Amerikaanse christelijke muzikant en songwriter. Hij is in 1997 overleden bij een auto-ongeluk.
Mullins is meest bekend geworden door zijn praise-nummers Awesome God en Step by Step, welke in vele christelijke nummers zijn gecoverd. De albums Winds of Heaven, Stuff of Earth (1988), The World As Best As I Remember It, Volume One (1991) en A Liturgy, A Legacy, & A Ragamuffin Band (1993) worden in de Verenigde Staten gerekend tot de beste christelijke albums aller tijden.
Mullins wordt geroemd om zijn schrijftalent; vele christelijke bands als Caedmon's Call, Five Iron Frenzy, Amy Grant, Jars of Clay, Michael W. Smith, John Tesh, Third Day en Phil Wickham hebben nummers van zijn hand gecoverd. In 2013 werd hij opgenomen in de Gospel Music Hall of Fame.

## Discografie

### Albums
- Rich Mullins (1986)
- Pictures in the Sky (1987)
- Winds of Heaven, Stuff of Earth (1988)
- Never Picture Perfect (1989)
- The World as Best as I Remember It, Volume One (1991)
- The World as Best as I Remember It, Volume Two (1992)
- Songs (1996)

### Met de Ragamuffin Band
- A Liturgy, a Legacy, & a Ragamuffin Band (1993)
- Brother's Keeper (album)|Brother's Keeper (1995)
- The Jesus Record (1998)

### Andere
- Behold the Man (1981)
- Canticle of the Plains (1997)
- Awesome God: A Tribute to Rich Mullins (1998)

### Singles
| Jaar | Single                           | Album                                          |
| ---- | -------------------------------- | ---------------------------------------------- |
| 1986 | A Few Good Men                   | Rich Mullins                                   |
| 1987 | Verge of a Miracle               | Pictures in the Sky                            |
| 1987 | Screen Door                      | Pictures in the Sky                            |
| 1987 | Pictures in the Sky              | Pictures in the Sky                            |
| 1988 | Awesome God                      | Winds of Heaven, Stuff of Earth                |
| 1989 | The Other Side of the World      | Winds of Heaven, Stuff of Earth                |
| 1989 | If I Stand                       | Winds of Heaven, Stuff of Earth                |
| 1989 | Such a Thing as Glory            | Winds of Heaven, Stuff of Earth                |
| 1990 | My One Thing                     | Never Picture Perfect                          |
| 1990 | While the Nations Rage           | Never Picture Perfect                          |
| 1990 | Alrightokuhuhamen                | Never Picture Perfect                          |
| 1991 | Somewhere                        | Never Picture Perfect                          |
| 1991 | Boy Like Me/Man Like You         | The World As Best As I Remember It, Volume One |
| 1992 | Where You Are                    | The World As Best As I Remember It, Volume One |
| 1992 | Sometimes by Step                | The World As Best As I Remember It, Volume Two |
| 1994 | Creed                            | A Liturgy, a Legacy, & a Ragamuffin Band       |
| 1994 | Hard                             | A Liturgy, a Legacy, & a Ragamuffin Band       |
| 1995 | Let Mercy Lead                   | Brother's Keeper                               |
| 1996 | Sing Your Praise To The Lord     | Songs                                          |
| 1998 | My Deliverer (a Ragamuffin Band) | The Jesus Record                               |